# Sharon Peterson
Sharon Roberta Peterson, född 27 november 1942 i Inglewood, är en amerikansk före detta volleybollspelare- och tränare.

## Karriär
Peterson började spela volleyboll på stränderna i södra Kalifornien. Hon spelade därefter för El Camino College och California State University, Long Beach, där hon tog examen vid den sistnämnda 1964. Peterson var en del av USA:s trupp vid olympiska sommarspelen 1964 och 1968 samt vid panamerikanska spelen 1967 och 1971, där hon vid panamerikanska spelen 1967 var med och tog guld.
Efter spelarkarriären flyttade Peterson till Hawaii och blev volleybolltränare vid University of Hawaiʻi at Hilo. Hon ledde dess damlag till sju nationella titlar och tre andraplatser. Därefter var Peterson tränare vid Hawaii Preparatory Academy. Hon var även tränare för USA:s lag vid universiaden 1985. 
1999 tilldelades Peterson "Flo Hyman All-Time Great Women’s Player Award" av USA:s volleybollförbund.